# Notazione sangallese

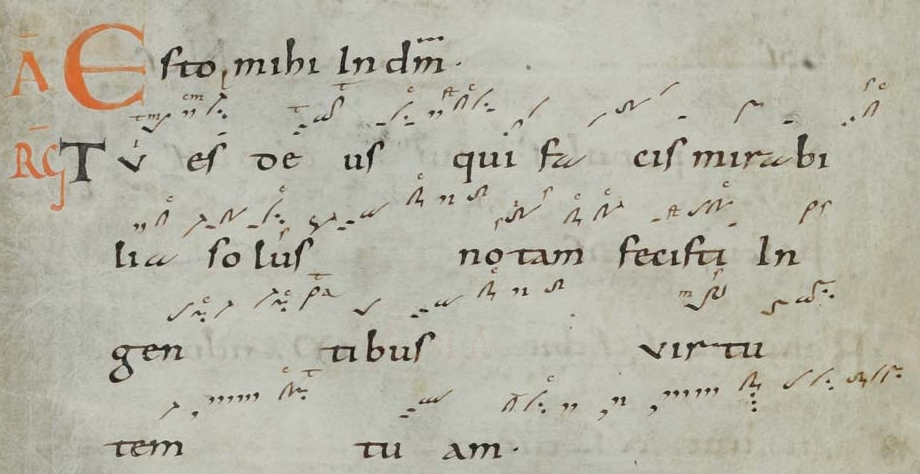
Il Graduale Tu es Deus del Cantatorium Codex Sangallensis 359

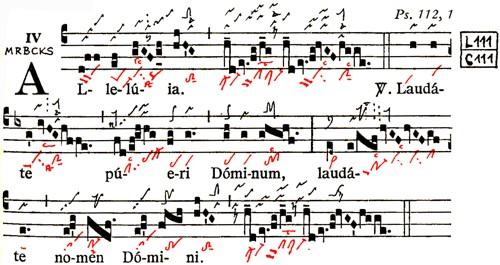
L'Alleluia Laudate pueri tratto dal Graduale Triplex. Sotto la notazione quadrata, in rosso, la notazione sangallese.

La notazione Sangallese è una maniera di annotare il canto gregoriano.
È la notazione più antica, più conosciuta e più studiata per chi affronta lo studio della musica antica.
Si è sviluppata nell'Abbazia di San Gallo in Svizzera e si è diffusa nell'ambiente germanico e più in generale nell'Europa centrale. La tradizione leggendaria però, anche se non sembra avere fondamento, vuole che la fonte dei neumi dell'abbazia fondata nel 725, sia stata Roma stessa attraverso l'opera del cantore Romanus .
La notazione sangallese è una notazione di tipo adiastematico: i neumi sono scritti in campo aperto senza il riferimento del rigo musicale e resta tra le più ricche di indicazioni preziose per l'interpretazione del canto gregoriano ed il suo studio s'impone a chiunque voglia conoscere a fondo il canto gregoriano.

Il codice più antico, il codice C St. Gallen 359, è un cantatorium che risale all'inizio del  X secolo.

Il Graduale Triplex riporta in inchiostro rosso, sempre sotto la notazione quadrata e sotto la notazione metense in nero  i neumi della scuola di san Gallo, permettendo la lettura sinottica.